# Sint-Jan (Ieper)
Sint-Jan (fr. Saint-Jean, vls. Sient-Jan) – dzielnica (deelgemeente) miasta Ieper w Belgii, w Regionie Flamandzkim, w prowincji Flandria Zachodnia, w okręgu Ieper. 1 stycznia 2020 roku liczyła 1043 mieszkańców. Do 31 grudnia 1970 samodzielna gmina.

## Demografia
Liczba mieszkańców, stan na 1 stycznia:
| Rok                | 1930 | 1947 | 1961 | 2020 |
| ------------------ | ---- | ---- | ---- | ---- |
| Liczba mieszkańców | 825  | 772  | 863  | 1043 |